# Carex lainzii
Carex lainzii är en halvgräsart som beskrevs av Luceño, E.Rico och T.Romero. Carex lainzii ingår i släktet starrar, och familjen halvgräs. Inga underarter finns listade i Catalogue of Life.